# Guaraciaba (kommun i Brasilien, Minas Gerais)
Guaraciaba är en kommun i Brasilien.   Den ligger i delstaten Minas Gerais, i den sydöstra delen av landet, 700 km sydost om huvudstaden Brasília. Antalet invånare är 10 223. Arean är 349 kvadratkilometer.
Terrängen i Guaraciaba är huvudsakligen kuperad, men åt sydost är den platt.
Omgivningarna runt Guaraciaba är huvudsakligen savann. Runt Guaraciaba är det ganska tätbefolkat, med 52 invånare per kvadratkilometer.